# PDF Association
Die PDF Association fördert offene, standardisierte, elektronische Dateiformate für Dokumente, die auf PDF basieren. Der Verband bietet weltweit Möglichkeiten für die Weiterbildung, die Entwicklung und den Erfahrungsaustausch für verschiedene Interessengruppen an. Anwender, Entwickler und Hersteller in den Bereichen Enterprise-Content-Management (ECM) und Dokumentenmanagement (DMS), sowie in Organisationen und Behörden erhalten Unterstützung bei der Planung und Implementierung von PDF-Technologien. 
Die PDF Association arbeitet bei der Standardisierung mit der ISO (Internationale Organisation für Normung) zusammen. Über eine Kategorie-A-Liaison mit ISO TC 171 und ISO TC 130 beteiligt sich der Verband aktiv an der Entwicklung aller ISO-Standards für PDF.

## Geschichte
Im Jahr 2006 wurde der Verband zunächst als PDF/A Competence Center auf Initiative der Association for Digital Document Standards e. V. (ADDS) gegründet. Anfangs stand der PDF/A-Standard für die Langzeitarchivierung und seine Umsetzung in Bibliotheken, Behörden und in der Industrie im Mittelpunkt. Im September 2011 öffnete sich der Verband für alle PDF-Standard-Formate.
Die PDF Association unterhält internationale Ländergruppen in Ländern und Regionen wie Australien, Benelux, Deutschland, Frankreich, Großbritannien, Italien, Nordamerika, Skandinavien, Spanien sowie Schweiz.

## Zielsetzung
Ziel der PDF Association ist, Softwareanbieter mit Informationen und Ressourcen zu den verschiedenen internationalen PDF-Standards zu versorgen, um sie dabei zu unterstützen, das Optimum bei ihrer Investition in die PDF-Technologie zu erreichen. Darunter fallen die:
- Förderung von PDF-Anwendungen für digitale Dokumente, die auf offenen Standards basieren sowie die
- Förderung durch Wissensvermittlung, Know-how und den Austausch von Erfahrungen für alle Interessengruppen weltweit.[5]